# Campanilleros
Campanilleros è un cante affine al flamenco, aflamencado e non flamenco. Caratterizzato da una strofa (copla) di sei versi, derivante da canzoni religiose andaluse intonate nei cori di Campanilleros al Rosario de la Aurora.

## Storia
La descrizione aflamencada più antica dei campanilleros si trova nell'opera di Manuel Torre, sebbene la sua popolarità si deve a La Niña de La Puebla. Altri autori conosciuti sono Juan Varea, e El Agujeta. Oggigiorno pochi provano a cantarli, tra i quali José Mercé, José Menese, Rocío Jurado e Rosa López.